# The Battle of Los Angeles
The Battle of Los Angeles è il terzo album in studio del gruppo musicale statunitense Rage Against the Machine, pubblicato nel il 2 novembre 1999 per conto della Epic Records (Sony).

## Descrizione
The Battle of Los Angeles è uscito tre anni dopo il precedente Evil Empire. Profondamente diverso dai precedenti, l'album è pervaso come sempre da testi di protesta e dal suono classico della chitarra di Tom Morello, che crea riff ed effetti sonori di grande potenza in pezzi, come in Sleep Now in the Fire, nel cui testo vengono attaccate alcune operazioni effettuate dagli Stati Uniti in tempo di guerra, come la bomba di Hiroshima e il Napalm usato in Vietnam.
La canzone Calm Like a Bomb fa parte della colonna sonora di Matrix Reloaded, film del 2003 con Keanu Reeves. Guerrilla Radio fa invece parte della colonna sonora del videogioco Tony Hawk's Pro Skater 2.
Nell'interludio della traccia Mic Check è presente un effetto di chitarra simile allo scratch, già sperimentato anni prima nel singolo Bulls on Parade e in alcune tracce dell'omonimo album d'esordio.
I video girati per i singoli Sleep Now in the Fire e Testify sono stati diretti dal regista Michael Moore, famoso soprattutto per aver diretto il documentario Fahrenheit 9/11, che tratta degli attacchi terroristici subiti dagli Stati Uniti l'11 settembre del 2001.
L'album debuttò alla posizione numero 1 nella classifica top 200 di Billboard, e nel 2003 ottenne anche la posizione 426° nella lista dei 500 migliori album di tutti i tempi secondo Rolling Stone.

## Premi
- 2000 - Guerrilla Radio Grammy Award alla miglior interpretazione hard rock
- 1999 #1 Rolling Stone premio della critica come miglior album del 1999

## Tracce
Testi e musiche di Rage Against the Machine.
1. Testify – 3:30
2. Guerrilla Radio – 3:26
3. Calm Like a Bomb – 4:59
4. Mic Check – 3:33
5. Sleep Now in the Fire – 3:25
6. Born of a Broken Man – 4:41
7. Born as Ghosts – 3:22
8. Maria – 3:48
9. Voice of the Voiceless – 2:31
10. New Millennium Homes – 3:45
11. Ashes in the Fall – 4:36
12. War Within a Breath – 3:46

Traccia aggiunta nelle versioni europea e australiana
1. No Shelter – 4:06

## Formazione
- Zack de la Rocha - voce
- Tom Morello - chitarra
- Tim Commerford (accreditato con lo pseudonimo Y.tim.K) - basso
- Brad Wilk - batteria

### Crediti aggiuntivi
- Rage Against the Machine & Brendan O'Brien – produzione e missaggio
- Kevin Dean – assistente
- Nick DiDia – ingegnere del suono
- Russ Fowler – ingegnere del suono
- Kevin Lively – assistente
- Stephen Marcussen – mastering
- Aimee MacAuley – copertina
- Roger Sommers – assistente
- Danny Clinch – fotografo
- Andrew Garver – assistente
- Ryan Williams – ingegnere del suono
- Michael Parnin – assistente
- Monique Mitzrahl – assistente
- Tim Harkins – assistente
- Karl Egsieker – assistente
- Erin Haley – coordinatore produzione
- Cheryl Mondello – coordinatore produzione
- German Villacorta – assistente
- Joey Krebs – copertina
- Sugar D – assistente
- Steven Tirona – fotografo

## Classifiche

### Classifiche settimanali
| Classifica (1999-21) | Posizione massima |
| -------------------- | ----------------- |
| Australia            | 2                 |
| Austria              | 17                |
| Belgio (Fiandre)     | 20                |
| Belgio (Vallonia)    | 25                |
| Canada               | 1                 |
| Finlandia            | 2                 |
| Francia              | 10                |
| Germania             | 7                 |
| Grecia               | 22                |
| Norvegia             | 2                 |
| Nuova Zelanda        | 1                 |
| Paesi Bassi          | 28                |
| Regno Unito          | 23                |
| Spagna               | 11                |
| Stati Uniti          | 1                 |
| Svezia               | 4                 |
| Svizzera             | 15                |

### Classifiche di fine anno
| Classifica (1999) | Posizione |
| ----------------- | --------- |
| Australia         | 35        |
| Stati Uniti       | 139       |
| Classifica (2000) | Posizione |
| Stati Uniti       | 53        |